# Sabino Arana
Sabino Arana Goiri, o Arana ta Goiri'taŕ Sabin secondo il metodo anagrafico da lui inventato (Bilbao, 26 gennaio 1865 – Sukarrieta, 25 novembre 1903) è stato un politico spagnolo di origini basche, fautore del nazionalismo basco.

## Biografia

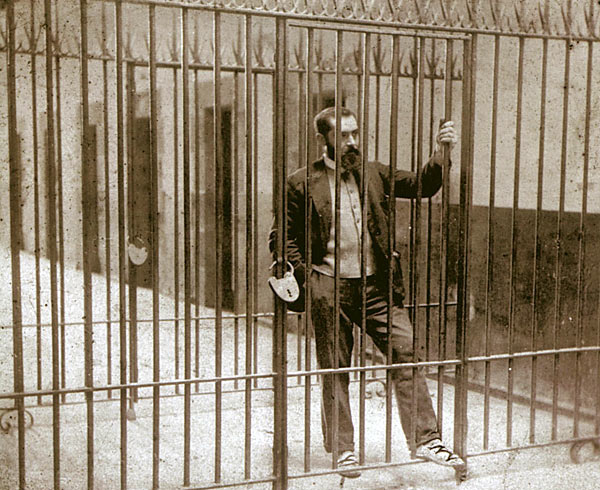
In prigione a Larrinaga

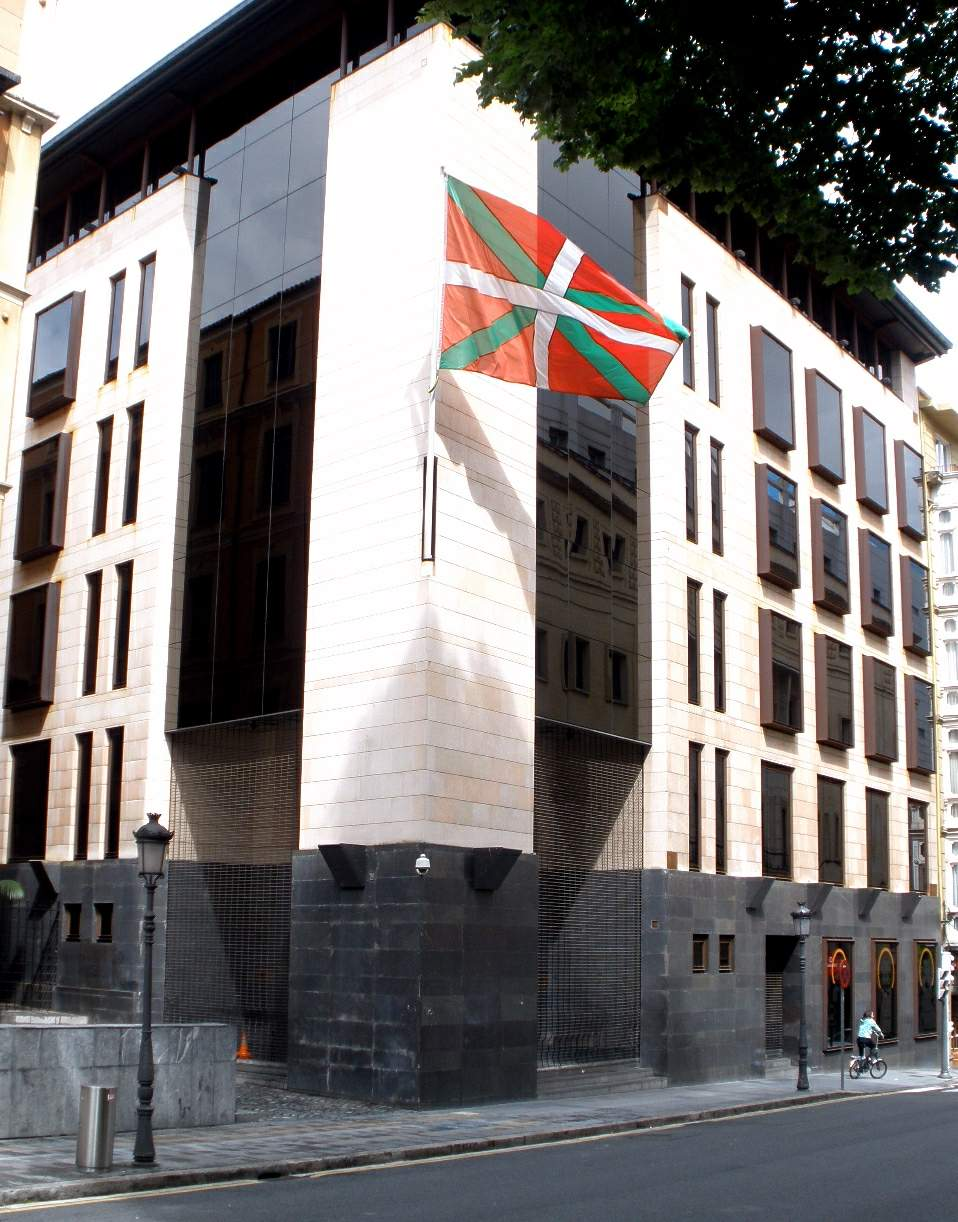
La sua casa a Bilbao, città che considerava troppo spagnola e con influenze straniere tanto da prender moglie nel circondario rurale

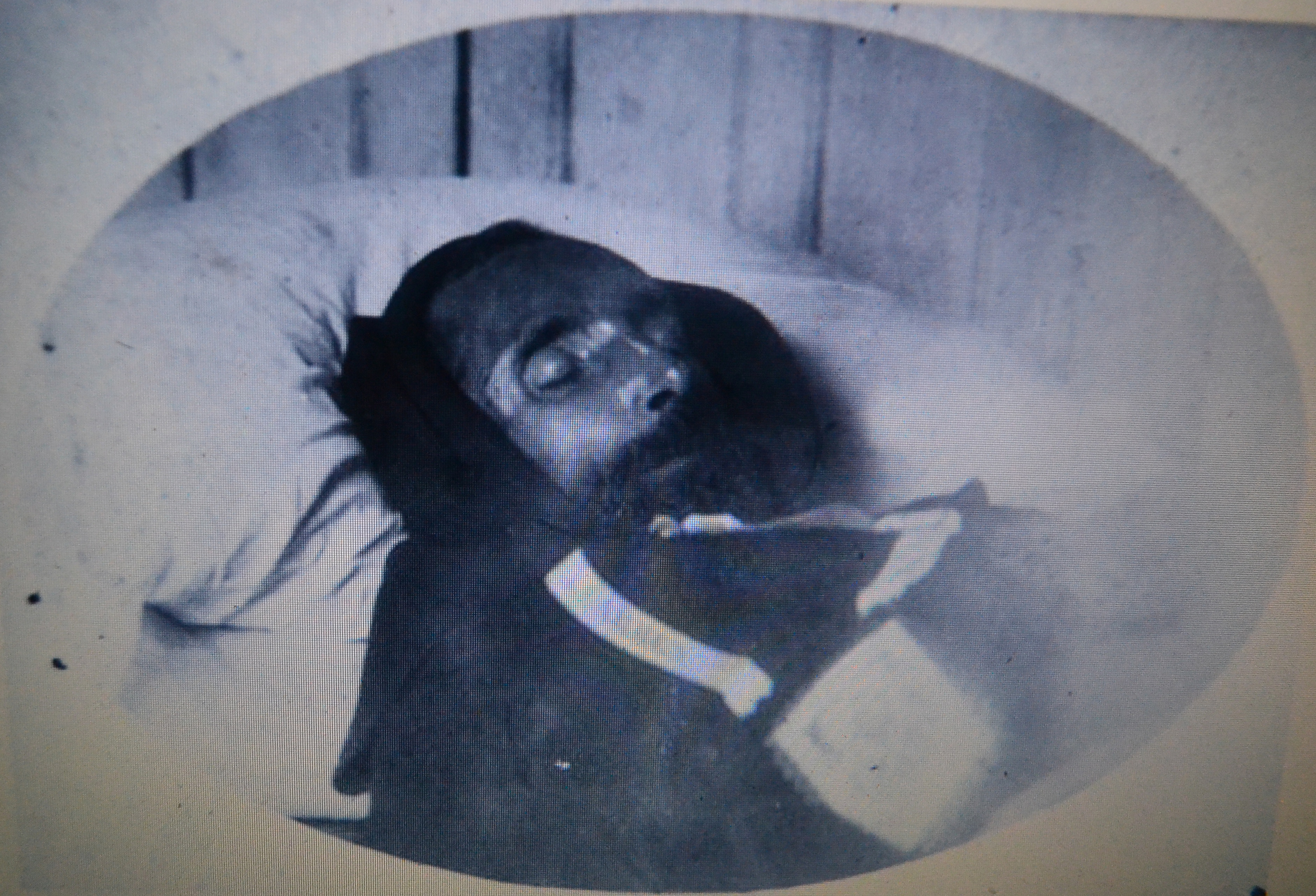
Sul letto di morte

L'Ikurrina così come fu disegnata da Sabino Arana nel 1896

Sabino Arana nasce a Bilbao, nel 1865 da Luis Arana, membro di una ricca famiglia basca carlista. All'età di 11 anni viene mandato a studiare dai gesuiti. Nel 1883 si iscrive alla facoltà di diritto di Barcellona, dove inizia a studiare il basco.

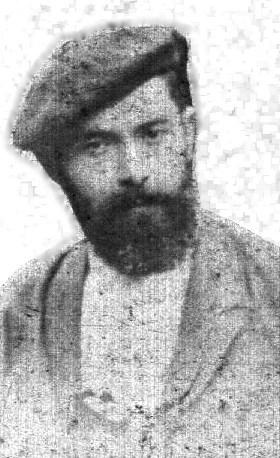
Con in testa il basco

Arana è stato il pioniere del nazionalismo basco. Nel 1893 pronuncia il famoso discorso di Larràzabal, dove enuncia per la prima volta la necessità di rendere indipendente la Biscaglia. 
Nel 1894 fonda il PNV, dalla forte impronta confessionale. Ha disegnato, insieme con il fratello Luis Arana Goiri, l'Ikurrina, la bandiera dietro la quale si riconoscono oggi le sette province tradizionali basche, e ha inventato la parola Euzkadi per indicare la regione storica abitata da sempre dal popolo basco.
È stato autore di diversi libri in cui affermava la superiorità della razza basca rispetto a quelle che si trovano geograficamente vicine e in cui auspicava il possesso del territorio di Euskal Herria da parte dei Baschi, liberi e indipendenti. Il padre era carlista odiava le influenze straniere visti come liberali (guiri) e spagnola ormai evidenti in città come Bilbao e la moderna industria, preferiva una società tradizionale di lingua basca e legata all'agricoltura: era un razzista, ispanofobico e antisemita (In contraddizione col fatto che il Regno di Navarra fu l'ultimo territorio annesso al regno di Castiglia e quindi ad espellere gli ebrei).
Nel 1896 e 1902 viene difeso dall'avvocato carlista Daniel Irujo che negli anni precedenti aveva avuto uno scambio epistolare col padre nel quale affermava che l'ideologia carlista "come se fosse innata in me".
È morto a Sukarrieta all'età di 38 anni a causa di una grave malattia, contratta durante la prigionia che ha dovuto scontare dopo essere stato accusato di alto tradimento per aver cercato di spedire una lettera all'allora presidente degli Stati Uniti Theodore Roosevelt, chiedendogli di aiutare Cuba a rendersi indipendente dalla Spagna.

## Neologismi
Coniò i seguenti neologismi:
- Aberria, Abertzale - patria basca, patriota
- Euskadi - Paesi Baschi
- Ikurrina - Bandiera nazionale basca